# كلوستريديوم متفرع
كلوستريديوم راموزم أو كلوستريديوم متفرع أو المطثية المتفرعة هي بكتيريا موجبة غرام لاهوائية، غير متجركة، رفيعة (نحيلة)، مكونة للأبواغ، والتي تعد ضمن البكتيريا المعوية الطبيعية في البشر.